# Sùhbaataryn Batbold
Sùhbaataryn Batbold, in lingua mongola Сүхбаатарын Батболд, Sükhbaataryn nella traslitterazione inglese (Ulan Bator, 24 maggio 1963), è un politico mongolo.

## Biografia
In precedenza è stato il Ministro degli Esteri nel governo del suo predecessore, Sanžaagijn Bajar.